# Obleganje Boonesborougha
Obleganje Boonesborougha je bil vojaški spopad, ki se je zgodil septembra 1778 med ameriško revolucionarno vojno. 7. septembra je poglavar Blackfish (vodja Shawneejev), ki je bil zaveznik Britancev, vodil skupaj z nekaj pripadniki lojalistične milice iz Detroita napad na naselje Boonesborough, v Kentuckyju. Nekaj mesecev pred bitko je Blackfish ujel in posvojil Daniela Boonea, ustanovitelja Boonesborougha. Boone je pravočasno pobegnil Shawneejem, da je vodil obrambo naselja. Blackfishovo obleganje ni bilo uspešno in je bilo po enajstih dneh prekinjeno. Boonea so nato sodelavci častniki, ki so ga sumili, da goji simpatije do lojalistov, obsodili na vojaško sodišče. Bil je oproščen, a je kmalu zapustil naselje.